# Land O'Lakes
Pour les articles homonymes, voir Land O' Lakes.
Land O'Lakes est un groupe coopératif agricole américain spécialisé dans la production de produits laitiers, de fourrage, de semences végétales et dans la protection des cultures.

## Histoire
En 2015, Land O'Lakes fusionne sa filiale spécialisée dans les semences avec United Suppliers pour créer WinField United. La filiale de Land O'Lakes avait un chiffre d'affaires de 4,9 milliards de dollars et United Suppliers avait un chiffre d'affaires de 2,9 milliards de dollars.

## Activité
En 2016, selon son rapport annuel, Land O'Lakes avait un chiffre d'affaires de 3,8 milliards dans les produits laitiers, de 3,8 milliards dans le fourrage et de 5,5 milliards dans les semences végétales et la protection des cultures. 
Elle détient notamment la marque Purina spécialisée dans les fourrages, indépendante de Purina, filiale de Nestlé spécialisée dans les animaux de compagnie. 